# 오크빌 (온타리오주)
오크빌(영어: Oakville)은 캐나다 온타리오주 홀턴 지역에 온타리오호를 끼고 토론토와 해밀턴 사이에 있는 마을이다. 2016년 기준으로 인구 19만 3832명을 기록한 오크빌은 온타리오주 최대의 마을이다. 오크빌은 캐나다에서 가장 인구 밀도가 높은 곳 중 한 곳인 광역 토론토 지역에 속해있다.

## 역사
1793년 던다스가가 군사용 도로로 지어졌고, 1805년에는 어퍼캐나다 하원이 브론티와 식스틴마일 하천 및 크레딧강 어귀에 있는 땅을 제외한 이토비코와 해밀턴 사이 토지를 이 지역의 원주민이였던 미시소가족으로부터 사들였다. 1807년, 영국 이민자들은 던다스가는 물론 온타리오호를 따라 정착하였다.
1820년, 영국 국왕이 수로 근처 땅을 사들였다. 미시소가족이 소유하고 있던 강어귀 부근 토지 3.9 제곱킬로미터는 1827년에 윌리엄 치스홈에게 경매를 통해 배분하였다. 윌리엄 치스홈은 부지 개발권을 아들인 로버트 커 치스홈과 그의 처남인 메릭 토마스에게 건네주었다. 치스홈은 오크빌의 네이비 스트리트와 식스틴마일 하천에 조선업체를 세웠고 이는 1842년까지 이어졌지만 오크빌 조선업계는 20세기 말까지 이어졌다.
1846년 기준 오크빌의 인구는 1,500명이였다. 오크빌은 스쿠너와 철도를 통해 많은 양의 밀과 목재를 수송하였다. 당시에는 교회 세 곳, 제분소와 제재소는 물론, 탈곡 기계, 마차, 시계, 안장과 금속 제품을 만드는 다양한 소규모 회사가 있었으며 여러 업종의 소매상도 오크빌에 자리잡고 있었다.
1850년대에는 경기 침체로 마을에서 가장 중요한 산업체인 주조 공장이 문을 닫았다. 이에 따라 바구니 직조가 마을에서 중요한 산업이 되었고 그랜드 트렁크 철도 노선도 마을을 따라 놓였다. 1869년에 들어서서 마을 인구는 2천 명으로 늘었다. 이후 오크빌은 그레이트 웨스턴 철도와 온타리오호의 항구를 통해 사람과 물자가 오갔다.
오크빌은 시티스 서비스 캐나다 (이후 BP 캐나다와 오늘날 페트로캐나다)와 쉘 정유소가 문을 열면서 산업화를 거치게 되었고 철도 선적차 제조 업체인 프로코어 공장과 포드 모터 컴퍼니의 캐나다 본사와 공장 모두 캐나다 내셔널 철도와 토론토와 포트이리 및 버팔로를 잇는 퀸 엘리자베스 웨이와 인접해있었다.
1962년, 오크빌은 인접한 동네인 브론티, 팔레르모, 셰리던과 트라팔가 타운십의 나머지 지역과 통합하여 오크빌 마을이 되었으며, 이에 따라 북쪽으로 스틸즈 애비뉴를 두고 밀턴과 인접하였다. 1973년에 온타리오주 지자체 개편으로 홀턴 카운티가 홀턴 지역으로 편입되었고 이후 북쪽 경계가 추후에 지어진 407번 고속도로로 이전하였다.

## 동네
오크빌의 기획부는 마을을 다음과 같은 공동체로 나누며 이는 전통적인 동네 이름에 기반을 두고 있다.
| 동네 이름          | 동네 이름            | 설명 |
| ------------------ | -------------------- | --- |
| 올드오크빌         | Old Oakville         | 오크빌 시내인 올드오크빌은 오크빌 중남부에 온타리오호를 끼고 있으며 오크빌 항구를 중심으로 이루어졌다.                                                      |
| 커빌리지           | Kerr Village         | 커빌리지는 올드오크빌 서쪽에 위치해있는 시내 일부에 속하는 동네이며 커가를 따라 스피어스 로드와 레이크쇼어 로드 사이에 걸쳐있다.                            |
| 브론티             | Bronte               | 브론티는 오크빌 남서쪽에 온타리오호를 끼고 있으며 브론티 항구를 중심으로 한 동네이다. 이 동네에는 동쪽의 코로네이션파크 지구도 포함되어있다.                |
| 이스트레이크       | Eastlake             | 이스트레이크는 오크빌 남동쪽에 온타리오호를 끼고 있었으며 서쪽으로는 모리스레이크, 북쪽으로는 콘월 로드, 동쪽으로는 미시소가가 있다.                        |
| 클리어뷰           | Clearview            | 클리어뷰는 오크빌 동부에 위치해있으며 오크빌과 미시소가 경계에 위치해있다.                                                                                  |
| 칼리지파크         | College Park         | 칼리지파크는 식스틴마일크리크와 트라팔가 로드 동쪽 사이에 위치해있으며, 퀸 엘리자베스 웨이에서 어퍼 미들 로드까지 걸쳐있다. 셰리던 대학이 이 동네에 있다.   |
| 이로쿼이리지노스   | Iroquois Ridge North | 이로쿼이리지노스는 오크빌 북동쪽에 어퍼미들 로드와 던다스가 사이에 위치해있다.                                                                              |
| 글렌애비           | Glen Abbey           | 글렌애비는 오크빌 서쪽에 위치해있으며 3번 라인이 주 도로가 되는 동네이다. 이 동네는 캐네디언 오픈이 열리는 글렌애비 골프장 서쪽에 위치해있는 주거 지역이다. |
| 팔레르모           | Palermo              | 팔레르모는 오크빌 북서쪽에 위치해있으며 던다스가와 브론티 로드 (25번 고속도로)를 중심으로 한 작은 동네이다.                                                 |
| 업타운코어         | Uptown Core          | 업타운코어는 오크빌 북쪽에 위치해있으며 트라팔가 로드 양쪽을 끼고 던다스에서 글레내슈턴에 걸쳐있는 동네이다.                                                |
| 웨스트오크트레일스 | West Oak Trails      | 웨스트오크트레일스는 오크빌 북서쪽에 어퍼미들 로드 북쪽으로 위치한 동네로 다른 동네에 비해 비교적 최근에 개발이 이루어지고 있는 동네이다.                   |

## 인구
2016년 캐나다 인구조사에 따르면 오크빌의 인구는 19만 3832명으로 이는 2011년 인구조사에 비해 6.2% 늘어난 수치이다. 오크빌의 평균 연령은 39.7세로 캐나다 평균인 41세에 비해 낮은 수준이다.
모국어로는 캐나다 공용어 중에서는 영어가 인구 64.1%를 차지했으며 영어와 캐나다 공용어가 아닌 언어는 6.1%, 프랑스어는 1.7%에 해당한다. 캐나다 공용어가 아닌 언어 중에는 중국 북방어 3.9%, 아랍어 2.4%, 스페인어 1.7%, 포르투갈어 1.7% 순서고, 한국어는 인구 1.2%를 차지하였다. 캐나다 공용어로 영어를 알고 있는 사람은 전체 인구의 98.2%, 프랑스어는 전체의 12.0%에 해당하였다.
오크빌 주민들의 가구당 중간 소득은 11만 3666달러로, 캐나다 평균인 7만 336달러보다 높은 수치였다. 저소득층 비율은 9.7%로 캐나다 평균인 14.2%보다 낮은 수치였다.
오크빌 인구의 90.4%는 캐나다 시민권자이고 9.6%는 그렇지 아니하였다. 오크빌 인구의 62.6%는 캐나다에서 태어난 현지 사람이며 35.9%는 이민자였다. 이민자 중 14.8%는 지난 2011년부터 15년 사이에 이민을 온 것으로 파악되었다. 그 외에 1.5%는 영주권자나 시민권자가 아닌 임시 체류자였다.
오크빌 인구의 30.8%는 유색인종이며 0.7%는 원주민이였다. 전체 인구의 8.9%는 남아시아인, 7.0%는 중국인, 3.2%는 아랍인, 2.9%는 흑인, 1.9%는 필리핀인이였으며, 한국인은 전체 인구의 1.6%에 해당하였다. 민족 구성으로는 22.1%는 영국인, 16.9%는 캐나다인, 16.4%는 스코틀랜드인, 16.1%는 아일랜드인, 8.8%는 이탈리아인 순서였다.
학력에 있어서는 전체 인구의 65.7%는 대졸 이상이고 22.7%는 고졸, 11.7%는 그 미만이였다.

## 기후
온타리오주 남부의 다른 도시와 같이 오크빌은 습한 대륙성 기후로 춥지만 극심하게 춥지는 않은 겨울과 따뜻한 여름이 특징이다.
| 오크빌 남동부 수질오염관리시설 (1981-2010)의 기후 | 오크빌 남동부 수질오염관리시설 (1981-2010)의 기후 | 오크빌 남동부 수질오염관리시설 (1981-2010)의 기후 | 오크빌 남동부 수질오염관리시설 (1981-2010)의 기후 | 오크빌 남동부 수질오염관리시설 (1981-2010)의 기후 | 오크빌 남동부 수질오염관리시설 (1981-2010)의 기후 | 오크빌 남동부 수질오염관리시설 (1981-2010)의 기후 | 오크빌 남동부 수질오염관리시설 (1981-2010)의 기후 | 오크빌 남동부 수질오염관리시설 (1981-2010)의 기후 | 오크빌 남동부 수질오염관리시설 (1981-2010)의 기후 | 오크빌 남동부 수질오염관리시설 (1981-2010)의 기후 | 오크빌 남동부 수질오염관리시설 (1981-2010)의 기후 | 오크빌 남동부 수질오염관리시설 (1981-2010)의 기후 | 오크빌 남동부 수질오염관리시설 (1981-2010)의 기후 |
| 월                                                | 1월                                               | 2월                                               | 3월                                               | 4월                                               | 5월                                               | 6월                                               | 7월                                               | 8월                                               | 9월                                               | 10월                                              | 11월                                              | 12월                                              | 연간                                              |
| ------------------------------------------------- | ------------------------------------------------- | ------------------------------------------------- | ------------------------------------------------- | ------------------------------------------------- | ------------------------------------------------- | ------------------------------------------------- | ------------------------------------------------- | ------------------------------------------------- | ------------------------------------------------- | ------------------------------------------------- | ------------------------------------------------- | ------------------------------------------------- | ------------------------------------------------- |
| 역대 최고 기온 °C (°F)                            | 13.9 (57.0)                                       | 15.6 (60.1)                                       | 27.5 (81.5)                                       | 32.0 (89.6)                                       | 33.0 (91.4)                                       | 38.0 (100.4)                                      | 37.0 (98.6)                                       | 37.5 (99.5)                                       | 35.0 (95.0)                                       | 28.9 (84.0)                                       | 23.3 (73.9)                                       | 22.0 (71.6)                                       | 38.0 (100.4)                                      |
| 일평균 최고 기온 °C (°F)                          | −0.4 (31.3)                                       | 0.6 (33.1)                                        | 4.7 (40.5)                                        | 11.3 (52.3)                                       | 17.9 (64.2)                                       | 23.2 (73.8)                                       | 26.3 (79.3)                                       | 25.2 (77.4)                                       | 20.9 (69.6)                                       | 14.3 (57.7)                                       | 8.3 (46.9)                                        | 2.8 (37.0)                                        | 12.9 (55.2)                                       |
| 일일 평균 기온 °C (°F)                            | −4.7 (23.5)                                       | −3.9 (25.0)                                       | 0.1 (32.2)                                        | 6.4 (43.5)                                        | 12.3 (54.1)                                       | 17.7 (63.9)                                       | 20.9 (69.6)                                       | 20.1 (68.2)                                       | 15.6 (60.1)                                       | 9.3 (48.7)                                        | 4.0 (39.2)                                        | −1.3 (29.7)                                       | 8.1 (46.6)                                        |
| 일평균 최저 기온 °C (°F)                          | −8.9 (16.0)                                       | −8.3 (17.1)                                       | −4.5 (23.9)                                       | 1.5 (34.7)                                        | 6.8 (44.2)                                        | 12.1 (53.8)                                       | 15.4 (59.7)                                       | 15.0 (59.0)                                       | 10.2 (50.4)                                       | 4.3 (39.7)                                        | −0.2 (31.6)                                       | −5.5 (22.1)                                       | 3.2 (37.8)                                        |
| 역대 최저 기온 °C (°F)                            | −30.0 (−22.0)                                     | −25.0 (−13.0)                                     | −22.0 (−7.6)                                      | −14.4 (6.1)                                       | −3.3 (26.1)                                       | 1.1 (34.0)                                        | 7.0 (44.6)                                        | 3.0 (37.4)                                        | −1.7 (28.9)                                       | −7.0 (19.4)                                       | −14.0 (6.8)                                       | −27.0 (−16.6)                                     | −30.0 (−22.0)                                     |
| 평균 강수량 mm (인치)                             | 59.8 (2.35)                                       | 46.7 (1.84)                                       | 54.4 (2.14)                                       | 65.2 (2.57)                                       | 73.9 (2.91)                                       | 71.0 (2.80)                                       | 75.8 (2.98)                                       | 78.3 (3.08)                                       | 73.5 (2.89)                                       | 70.0 (2.76)                                       | 79.3 (3.12)                                       | 58.8 (2.31)                                       | 806.7 (31.76)                                     |
| 평균 강우량 mm (인치)                             | 31.5 (1.24)                                       | 30.7 (1.21)                                       | 37.2 (1.46)                                       | 63.1 (2.48)                                       | 73.9 (2.91)                                       | 71.0 (2.80)                                       | 75.8 (2.98)                                       | 78.3 (3.08)                                       | 73.5 (2.89)                                       | 70.0 (2.76)                                       | 76.8 (3.02)                                       | 43.9 (1.73)                                       | 725.6 (28.57)                                     |
| 평균 강설량 cm (인치)                             | 28.3 (11.1)                                       | 16.1 (6.3)                                        | 17.2 (6.8)                                        | 2.1 (0.8)                                         | 0.0 (0.0)                                         | 0.0 (0.0)                                         | 0.0 (0.0)                                         | 0.0 (0.0)                                         | 0.0 (0.0)                                         | 0.0 (0.0)                                         | 2.5 (1.0)                                         | 14.9 (5.9)                                        | 81.0 (31.9)                                       |
| 평균 강수일수 (≥ 0.2 mm)                          | 9.6                                               | 7.2                                               | 9.0                                               | 11.1                                              | 10.4                                              | 10.3                                              | 8.8                                               | 9.8                                               | 10.2                                              | 10.4                                              | 11.1                                              | 9.7                                               | 117.6                                             |
| 평균 강우일수 (≥ 0.2 mm)                          | 4.4                                               | 3.8                                               | 6.4                                               | 10.6                                              | 10.4                                              | 10.3                                              | 8.8                                               | 9.8                                               | 10.2                                              | 10.4                                              | 10.6                                              | 6.8                                               | 102.4                                             |
| 평균 강설일수 (≥ 0.2 cm)                          | 5.6                                               | 3.7                                               | 3.2                                               | 0.7                                               | 0.0                                               | 0.0                                               | 0.0                                               | 0.0                                               | 0.0                                               | 0.0                                               | 1.0                                               | 3.4                                               | 17.6                                              |
| 출처: 캐나다 환경부                               |                                                   |                                                   |                                                   |                                                   |                                                   |                                                   |                                                   |                                                   |                                                   |                                                   |                                                   |                                                   |                                                   |

## 스포츠

### 축구
리그1 온타리오의 오크빌 블루데빌스는 프로축구팀으로 블루데빌스는 캐나다에서 가장 큰 축구회인 오크빌축구회와 연관이 있다. 오크빌에는 축구할 수 있는 곳이 60곳이 넘으며 국제 축구 연맹이 인증한 2성급 풀사이즈 실내 축구 경기 시설이 한 곳 마련되어있다.

### 라크로스
오크빌에는 내셔널 라크로스 리그 팀인 토론토 록의 연습장인 토론토 록 운동센터 (Toronto Rock Athletic Centre)가 위치해있다. 오크빌 유소년 라크로스 협회 (Oakville Minor Lacrosse Association)에는 유소년 선수들이 다양한 부문에 출전한다. 오크빌 버즈는 온타리오 주니어 A 라크로스 리그 팀으로 2006년에 파운더스컵을 수상한 팀이기도 하다. 현재 오크빌의 주니어 리그 라크로스 팀은 오크빌 호크스이다.

### 하키
오크빌 블레이즈는 1966년에 창단한 온타리오 주니어 하키 리그 팀으로 그외 오크빌 유소년 하키 팀으로 남자 팀은 오크빌 레인저스, 여자 팀은 오크빌 호네츠가 있다.

### 스케이트
오크빌의 식스틴마일크리크 종합경기장에 위치한 스케이트 오크빌은 캐나다에서 가장 큰 스케이트 클럽으로, 스케이트 레슨, 레크리에이션 피겨스케이팅, 경쟁 훈련 등을 제공한다.

### 야구
오크빌에는 야구 협회가 두 곳이 있는데, 하나는 오크빌 리틀 리그, 다른 하나는 오크빌유소년야구협회 (Oakville Minor Baseball Association, OMBA)이다.
오크빌 리틀 리그는 캐나다에서 가장 큰 리틀 리그 단체로, 2018년에는 올스타 7개 팀을 포함해 8개 구단과 90개 팀에서 1,150명이 넘는 유소년 선수들이 출전하였다. 오크빌 리틀 리그는 또한 오크빌 화이트캡스로 알려진 6개 올스타 팀을 출전시킨다. 만 12세 미만과 14세 미만 화이트캡스 팀은 각각 리틀 리그 월드 시리즈와 주니어 리그 월드 시리즈에서 뛰기 위해 매년 경쟁한다.
오크빌 유소년 야구 협회 (Oakville Minor Baseball Association, OMBA)는 1963년에 설립되었다. 협회는 오크빌의 유소년에게 하우스 리그, 셀렉트와 대표팀 등 3단계의 야구 레슨을 제공한다. OMBA는 중부 온타리오주 야구 협회 (Central Ontario Baseball Association, COBA)의 공식 마을 대표팀인 오크빌 A를 운영한다.

### 골프
여러 캐나다 오픈 프로골프 선수권 대회 및 기타 아마추어 토너먼트의 개최지인 글렌애비 골프 코스도 오크빌에 위치해있다.

### 카누
오크빌은 또한 애덤 반 코에버든, 마크 올더쇼, 래리 캐인과 같은 올림픽 출전 선수들이 나온 벌로크 카누 클럽으로 알려져 있다.

## 축제 및 행사

### 여름의 노래
여름의 노래 음악 및 예술 축제 (Songs of Summer Music and Arts Festival)은 매년 여름에 열리는 음악 축제로 오크빌 시내의 레이크쇼어 로드를 따라 설치된 행사장 곳곳에서 공연이 펼쳐지며 무료로 관람할 수 있다. 1992년부터 오크빌 시내 재즈 페스티벌 (Downtown Oakville Jazz Festival)로 열렸던 이 축제는 2017년에 캐나다 음악을 선보이기 위해 여름의 노래 축제로 이름을 바꾸었으며 기존의 재즈풍을 유지하되 록, 포크송, 동요 등을 같이 선보이는 방향으로 전환하였다. 코로나19의 여파로 2020년 축제는 취소되었다.

### 커페스트
커페스트는 오크빌에서 매년 9월 초 웨스트우드 공원에서 열리는 야외 음악 축제로, 2014년에 처음 개최된 이 축제는 무료 공연이 포함되어있다. 커페스트는 여름의 노래 축제와 마찬가지로 코로나19의 여파로 2020년 행사는 취소되었다.

### 캐나다 오픈
글렌애비 골프 코스는 골프 캐나다와 캐나다 골프 명예의 전당이 위치해있으며, 1977년부터 캐나다 오픈 챔피언십을 31차례 개최하였으며 가장 최근에는 2018년 7월에 개최하였다. 글렌애비는 클럽링크가 소유하고 있는데, 최근에 골프장을 허물고 주거 및 상업 단지를 짓고자 하여 마을 당국과 법정 공방으로 이어졌다.

## 교육
오크빌의 초등학교와 고등학교는 공립과 사립학교가 공존하고 있으며 캐나다에서 사립학교와 학생 수 비율이 가장 높은 곳이기도 하다. 오크빌은 홀턴 지역 교육청, 홀턴 지역 가톨릭 교육청, 비아몽드 교육청, 몽아브니르 가톨릭 교육청 등 네 개의 교육청이 공립 학교를 관할하고 있으며, 세인트토마스 아퀴나스 고등학교와 화이트오크스 고등학교는 국제 바칼로레아 프로그램을 제공한다.
오크빌은 또한 1911년에 개교한 7학년부터 12학년까지의 사립학교인 애플비 칼리지 (Appleby College)의 본거지이며 사립 여학교인 세인트밀드레즈 라이트본 학교 (St. Mildred's-Lightbourn School)도 위치해있다. 이 외에도 전문대인 셰리던 대학의 트라팔가 캠퍼스가 오크빌에 위치해있으며 애니메이션, 미술, 디자인과 비즈니스를 중점으로 하는 캠퍼스이다.

## 정치

### 지자체
오크빌에는 마을을 대표하는 시장 (현재 롭 버튼)과 마을 의원 14명이 오크빌 마을 의회를 이룬다. 마을은 7개 선거구로 나뉘며 각 선거구에서 두 명의 의원이 선출된다.
각 지역구에서 의원 한 명은 오크빌 마을 의회만을 대표하고 다른 한 사람은 21인으로 구성되어 있는 홀턴 지방자치구 의회의 일원을 도맡는다.

### 주
오크빌에는 온타리오 주의원이 두 명 있으며, 이는 캐나다 하원 선거구와 같은 구역으로 나뉘어있다. 2018년 선거 이후 오크빌에는 중도보수 성향의 진보보수당 의원이 재임하고 있다.
- 오크빌 선거구 (Oakville): 스티븐 크로퍼드 (진보보수당), 인프라부 장관의 의회보좌관
- 오크빌노스/벌링턴 선거구 (Oakville North-Burlington): 에피 트리안타필로풀로스 (진보보수당), 장기요양부 장관의 의회보좌관

### 연방
오크빌은 주의회와 마찬가지로 하원의원이 두 명이 있는데, 2019년 연방 선거 이후 오크빌에는 중도 내지는 중진 성향의 자유당 의원이 재임하고 있다.
- 오크빌 선거구 (Oakville): 어니타 아난드 (자유당), 공공서비스 및 조달부 장관[46]
- 오크빌노스/벌링턴 선거구 (Oakville North-Burlington): 팸 대모프 (자유당)[47]

## 문화와 예술

### 오크빌 공연예술센터
오크빌 공연예술센터 (Oakville Centre for the Performing Arts)에는 지역과 국제 예술가들을 초청해 공연을 수시로 열고, 오크빌 심포니 오케스트라, 오크빌 어린이 합창단, 오크빌 발레단이 이곳에서 공연하기도 한다. 오크빌 예술 위원회는 영화, 문학, 시각예술에 있어서 예술적 재능을 발굴해내고 이끌어낸다.

### 오크빌 미술관
오크빌 미술관 (Oakville Galleries)은 현대 미술을 전시하고 영구 소장품을 관리하는 비영리 미술관으로, 전시 공간은 게이어로크 가든스와 센테니얼 스퀘어 두 곳에 있다.

### 오크빌 박물관
어클리스 에스테이트 (Erchless Estate)로 불리는 마을 박물관 건물은 오크빌을 세운 상인이자 조선업자였던 윌리엄 치스홈의 주택이였으며 온타리오호에 그가 지은 항구가 보이는 곳이다. 오늘날 오크빌 박물관에는 치스홈 주택 가이드 투어와 특별 전시는 물론 오크빌의 역사를 담은 다채로운 행사를 주최한다.

## 언론
오크빌의 신문과 지상파 방송사는 주로 토론토에 본사를 두었으며 오크빌을 포함한 광역 토론토 지역의 소식을 다룬다. 오크빌의 유일한 지역 신문인 《오크빌 비버》 (Oakville Beaver)는 매주 발행한다. 한 달에 한 번 발행하는 동네 잡지인 《네이버스 오브 조슈아크리크》 (Neighbours of Joshua Creek), 《네이버스 오브 글렌애비》 (Neighbours of Glen Abbey), 《네이버스 오브 올드오크빌》 (Neighbours of Olde Oakville)은 오크빌의 세 주요 동네를 다룬다. 또한 oakvillenews.org는 오크빌의 온라인 일간지 및 웹사이트로 매일 지역 소식을 전한다.
오크빌에 있는 유일한 라디오 방송국인 CJYE 조이 라디오는 AM 1250 킬로헤르츠에서 기독교 음악을 24시간 방송한다.
또한 TV 방송국 중에는 캐나다의 날씨를 영어로 제공해주는 채널인 웨더 네트워크 (The Weather Network)가 오크빌에 위치해있다 (프랑스어의 메테오메디아 (MétéoMédia)는 몬트리올에 본사를 두고 있다). 그 외에도 해밀턴을 중심으로 한 CHCH-DT는 해밀턴, 홀턴 지역과 나이아가라 지역의 소식을 전달한다. 커뮤니티 방송국인 유어TV (YourTV)는 벌링턴에 위치해있으며 마찬가지로 근처에 있는 오크빌의 소식을 전한다.

## 교통
도로 교통으로는 통행료가 없는 무료 공영 고속도로인 퀸 엘리자베스 웨이와 403번 고속도로가 지나며 민자 고속도로인 407번 고속도로 또한 오크빌을 지난다.
오크빌의 시내버스는 오크빌 교통이 맡고 있으며 GO 트랜싯은 브론티, 오크빌역 등지에서 레이크쇼어 웨스트선 통근열차와 버스를 운행하며, 407번 고속도로를 따라 본의 407번 고속도로 버스 터미널로 이어지는 버스 노선도 운행한다.
오크빌에는 또한 105km가 넘는 자전거 도로를 통해 마을 곳곳을 돌아다닐 수 있다.

## 관공서

### 지자체
오크빌의 경찰은 홀턴 지역 경찰서 (Halton Regional Police Service)가 담당하고 있다. 소방은 오크빌 소방서 (Oakville Fire Department)가 맡고 있으며 마을에 소방서가 아홉 군데가 있다. 구급대는 홀턴 지역 구급대 (Halton Region Paramedic Services)가 담당한다.
오크빌의 수상 구조대 (Town of Oakville's Waters Air Rescue Force, TOWARF)는 호수에서 수색 및 구조 서비스를 제공하는 자원봉사 단체로, 1954년에 설립한 이 단체는 캐나다 해안 경비대 보조원 (Canadian Coast Guard Auxiliary)의 일원이다.
주차와 부동산에 관련해서는 마을 사무소에 있는 서비스오크빌 (ServiceOakville)에서 민원을 처리할 수 있다.
오크빌과 홀턴 지역 조례의 관할 법원은 벌링턴에 있는 홀턴 지역 법원 (Halton Court Services)이 담당한다.

### 주 관공서
운전면허증, 자동차 번호판, 의료보험증, 출생, 혼인, 사망, 낚시, 등기, 장학금 및 학자금 대출 등은 온타리오주 관공서인 서비스온타리오 (ServiceOntario)에서 맡고 있으며, 오크빌에는 서비스온타리오가 세 군데 위치해있다.
오크빌 및 홀턴 지역을 관할하는 주 법원은 밀턴에 위치해있다.

### 연방 관공서
고용보험, 연금, 사회보장번호, 여권 등은 연방 정부 관공서인 서비스 캐나다 (Service Canada)에서 맡고 있으며 오크빌에는 오크빌역 앞에 연방 관공서가 위치해있다. 오크빌에 있는 서비스 캐나다는 영어로 민원을 처리할 수 있으며 프랑스어의 경우에는 해밀턴에서 할 수 있다.
오크빌에서 가장 가까운 연방 법원은 토론토에 있다.

## 상업

### 고용주
캐나다의 주택 건설 업체인 매태미 홈스(Mattamy Homes)의 본사가 오크빌에 있다.
캐나다 최대의 커피 체인점인 팀홀튼의 본사가 오크빌에 있었다가 2018년 4월 17일에 토론토로 이전했다. 또한 지멘스, 포드, MADD는 캐나다 본사가 오크빌에 있다. 오크빌 주민 다수는 콜린스 에어로스페이스 (Collins Aerospace)와 제너럴 일렉트릭 (GM) 등 제조업체에서 근무한다.
오크빌 회사 다수는 생명과학 분야에 속하며 제약이나 노인 복지에 초점을 맞추고 있다. 또한 노인 요양 시설에서도 많은 사람들이 일하고 있다.
오크빌은 광역 토론토 지역의 일부로 토론토에 있는 직장으로 출퇴근하는 일이 흔한 편이다.

### 쇼핑
오크빌 플레이스 쇼핑 센터 (Oakville Place Shopping Centre)는 1981년에 개장한 쇼핑몰로, 4만 2천 제곱미터 규모로 오크빌 최대의 쇼핑몰이다. 마을 북동쪽의 업타운코어에는 스마트센터스 사우스오크빌 센터 (SmartCentres South Oakville Centre)가 있다.

## 자매 도시
오크빌은 퀘벡주 몬트리올섬에 있는 도르발과 일본 오사카부 북동부에 위치한 네야가와시와 자매 도시 결연을 맺고 있다. 오크빌은 주요 도로 두 개를 도르발과 네야가와의 이름을 따서 지었다. 2015년에는 중국 장쑤성 중서부의 화이안시와 자매 도시 결연을 맺었다.

## 같이 보기
- 오크빌역
- 브론티역